# Касторано
Касторано (итал. Castorano) насеље је у Италији у округу Асколи Пичено, региону Марке.
Према процени из 2011. у насељу је живело 757 становника. Насеље се налази на надморској висини од 265 м.

## Становништво
| 1936. | 1951. | 1961. | 1971. | 1981. | 1991. | 2001. | 2011. |
| ----- | ----- | ----- | ----- | ----- | ----- | ----- | ----- |
| 1.917 | 1.940 | 1.804 | 1.554 | 1.790 | 2.016 | 2.036 | 2.322 |

## Партнерски градови
- Gmina Dobrcz
- Noisy-sur-École